# Podersdorf am See
Podersdorf am See (en húngaro: Pátfalu) es una ciudad localizada en el Distrito de Neusiedl am See, estado de Burgenland, Austria.

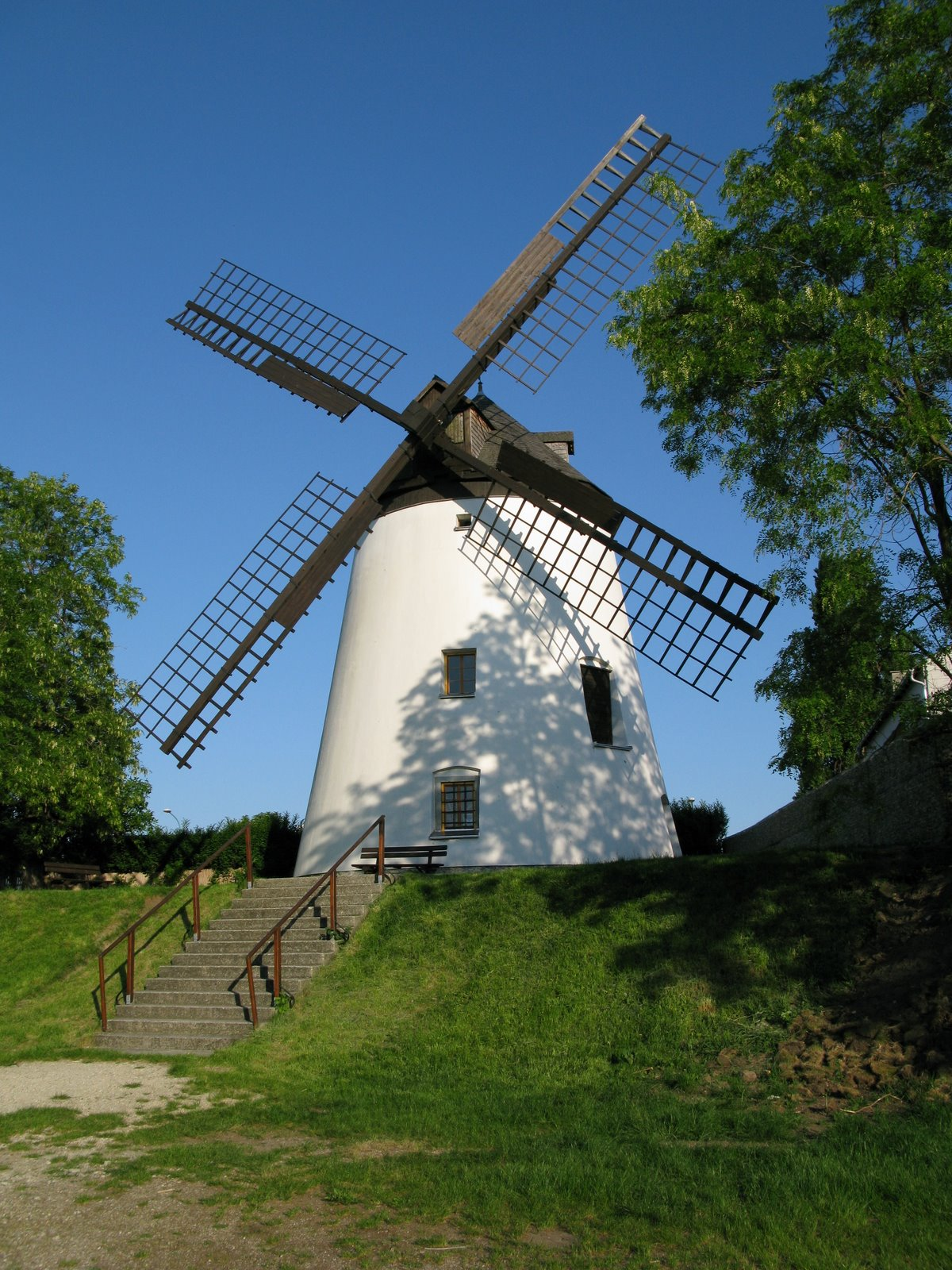
El molino de Podersdorf (Pátfalu)

- Datos: Q661040
- Multimedia: Podersdorf am See / Q661040

1. ↑  Worldpostalcodes.org, código postal n.º 7141.